# Варковицкая, Людмила Александровна
Людмила Александровна Варковицкая (1913, Одесса — 1987, Ленинград) — советский лингвист, фольклорист, педагог-методист.

## Биография
Дочь редактора Лидии (Лии) Моисеевны Варковицкой и Александра Мошко-Шулимовича (Морицовича) Варковицкого (1889—1920), товарища И. Э. Бабеля по Киевскому коммерческому училищу, которое они окончили уже в Саратове в 1916 году. В возрасте семи лет осталась без отца. С 1922 года жила с матерью и сестрой в Свердловске, затем в Ленинграде.
Специалист по самодийским языкам (ненецкому, эвенкийскому и селькупскому), опубликовала ряд трудов по грамматике этих языков на основе полевых лингвистических работ с носителями различных диалектов. В начале 1940-х годов, будучи аспирантом Института языка и мышления им. Н. Я. Марра АН СССР, собрала 79 устных североселькупских эпосов и сказок во время экспедиции на Баихе; разработала классификацию этих сказок. Диссертацию кандидата филологических наук по теме «Глагольное словообразование в селькупском языке (по материалам баишенского говора)» защитила в 1947 году. Ученица Г. Н. и Е. Д. Прокофьевых. Старший научный сотрудник НИИ национальных школ в Ленинграде.
Автор многократно переиздававшихся учебных пособий по изучению русского языка для русскоязычных и иноязычных детей («Русский язык в картинках», «Русская речь в картинках»), букварей и хрестоматий для чтения в ненецких и селькупских национальных школах. Также опубликовала учебные пособия по изучению ненецкого языка в средних школах.

## Семья
- Муж (гражданский брак) — Яков Борисович Зельдович, физик-теоретик.
  - Дочь — Александра Яковлевна Варковицкая (род. 1945), кандидат физико-математических наук, главный специалист НИИЯФ МГУ.
- Брат — балетмейстер Владимир Александрович Варковицкий (1916—1974), его жена — балетовед Е. Я. Суриц.
- Сестра — Любовь Сигизмундовна Сталбо (урождённая Шпильберг, 1911—2015), инженер-конструктор, мемуаристка, была замужем за доктором военно-морских наук, вице-адмиралом К. А. Сталбо.
- Тётя — писательница Бэла Моисеевна Прилежаева-Барская. Дяди — Яков Морицович Варковицкий, был издателем и редактором ежемесячного журнала «Техника и электричество» (1912—1914)[8]; Александр Фёдорович Лебедев (1882—1936), почвовед (муж тёти, Елизаветы Морицовны Варковицкой).

## Публикации
- Варковицкая Л. А. Глагольное словообразование в селькупском языке (по материалам баишенского говора). — М.‚ 1947.
- Варковицкая Л. А. Методическое пособие для обучения грамоте взрослых по ненецкому букварю. Управление школами рабочей и сельской молодёжи и школами взрослых Министерства просвещения РСФСР. — М.—Л.: Учпедгиз, Ленинградское отделение, 1951.
- Варковицкая Л. А. Букварь: 1-я книга по русскому языку для подготовительного класса ненецкой начальной школы. — М.—Л.: Учпедгиз, 1952, 1958, 1962, 1963, 1971.
- Варковицкая Л. А. Книга для чтения на русском языке в 3-м классе национальных школ с русским языком обучения. — М.: Просвещение, 1969.
- Варковицкая Л, А. Русский язык. Учебник для 1 класса ненецкой начальной школы. Развитие речи, грамматика, правописание. — Л.: Просвещение, 1972.
- Варковицкая Л. А., Михеева А. А. Книга для чтения в 3 классе национальных школ РСФСР (С русским языком обучения). — 3-е изд. — Л. Просвещение, Ленинградское отделение, 1974. — 272 с.; 5-е изд. — там же, 1977; 10-е изд. — там же, 1989.
- Варковицкая Л. А. Русский язык. Учебник для третьего класса школ Крайнего Севера. — Л.: Просвещение, 1974.
- Варковицкая Л. А., Алмазова А. В. Букварь: для подготовительного класса ненецких школ. — Л.: Просвещение, 1978; 2-е изд. — там же, 1981.
- Варковицкая Л. А. Применение натуральной и изобразительной наглядности в обучении русскому языку в национальной школе: Учебное пособие. — М.: Просвещение, 1980.
- Варковицкая Л. А., Жулева А. С., Караваева Т. М. Уроки обучения русскому языку в 1—3 классах школ народностей Крайнего Севера. — Л.: Просвещение, 1984.
- Варковицкая Л. А., Жулева А. С., Караваева Т. М. Книга для чтения во 2 классе школ Крайнего Севера. — Л.: Просвещение, 1984; 8-е изд. — СПб.: Просвещение, 1999.
- Варковицкая Л. А., Алмазова А. В. Азбука: Для 1-го класса ненецких и селькупских школ. — 3-е изд., перераб. — Л.: Просвещение, Ленинградское отделение, 1986. — 182 с.; 4-е изд. — там же, 1991.
- Рожин А. И., Варковицкая Л. А., Сусой Е. Г., Талеева Е. М. Книга для учителя ненецкой начальной школы. — 2-е изд. — Л.: Просвещение, 1986.
- Варковицкая Л. А. Обучение русской лексике и фразеологии. — Л.: Просвещение, 1988.
- Баранников И. В., Варковицкая Л. А. Русский язык в картинках. В 2-х частях. — 16-е изд. — М.: Просвещение, 1988.
- Баранников И. В., Варковицкая Л. А. Русская речь в картинках. В 2-х частях. — М.: Просвещение, 1990.
- Бойцова А. Ф., Варковицкая Л. А., Жулева А. С. Книга для чтения во втором классе национальных школ народов Крайнего Севера. — Сургут: Северно-Сибирское региональное книжное издательство, 1999.
- Варковицкая Л. А., Михеева А. А. Чтение: учебник-хрестоматия для 4-го класса национальных школ. 3-е изд. — СПб.: Просвещение, 2000.
- Варковицкая Л. А., Михеева А. А. Литературное чтение. 4 класс. Учебник для учреждений с русским (неродным) языком обучения. Часть первая. — М.: Просвещение, 2010.